# Агрба, Владимир Васильевич
Владимир Васильевич Агрба (5 июня 1912 — 15 декабря 1937) — абхазский писатель.

## Биография
Родился 5 июня 1912 года в селе Мгудзырхва (ныне Гудаутский район Абхазии).
Образование получил в Московском институте журналистики (окончил в 1933 году). После этого работал секретарём Краснопресненского райкома ВЛКСМ в Москве.
С 1934 по 1937 год работал в комсомольских и партийных органах Абхазской АССР.
В 1937 году незаконно репрессирован.

## Творчество
Первым опытом Агрба в литературе стала пьеса «Если посеешь ветер, пожнешь бурю» (1928). В 1931 году вышло его основное произведение — повесть «Рождение колхоза „Вперед“», рассказывающая о коллективизации. Среди других произведений Агрба выделяются драма «Кровавый путь» и пьеса «Победа» (в соавторстве с С. Я. Чанба).